# Sar-e Pol (província)
Sar-e Pol ou Sar-i Pol ou Sari Pul (Persa: سر پل) é uma província do Afeganistão. Sua capital é a cidade de Sar-e Pol.